# Hermanas Carmelitas de Madre Candelaria
Las Hermanas Carmelitas de Madre Candelaria o Hermanas Carmelitas Venezolanas es un congregación de monjas, en Altagracia de Orituco creada en 1903 para dar respuesta sobre las necesidades de Venezuela en aquella época, en donde existía una sociedad precaria. Años después, en 1922, Susana Paz-Castillo Ramírez funda la congregación y pasa a ser Carmelitas.

## Primeros pasos
Nace al sur de la Cordillera de la Costa, en la ciudad de Altagracia de Orituco, Estado Guárico, en el año de 1903, para dar respuesta a las múltiples necesidades de la sufrida Venezuela agraria, desasistida de los centros de poder; abandonada a su suerte y donde todo era precario: servicios, comunicaciones, comercio, etc.
A esto se une la Guerra Libertadora (lucha interna entre caudillos por el poder) que va dejando un sinnúmero de enfermos y heridos.
Ante esta situación Susana Paz-Castillo Ramírez, joven gracitana de profundos valores cristianos se siente interpelada por esta situación y comienza a prestar sus servicios de asistencia a estos pobres abandonados. Animada por el Padre Sixto Sosa, joven entusiasta quien era párroco de esa localidad, inicia una nueva etapa en la historia de Altagracia de Orituco y se gestan los comienzos de una Congregación Venezolana.
Años más tarde, ante la incertidumbre existente por parte del obispo de Calabozo de que la Congregación pudiese funcionar como Instituto Religioso con su debida aprobación canónica, se gestionó la Agregación a la Orden del Carmen.

## Hospital "San Antonio"
El Pbro. Sosa inicia un trabajo solidario de acción social. Se crea una Junta, de la cual forman parte algunos médicos de la localidad, el Padre Sixto Sosa y otros colaboradores.
Surgió la idea de crear un hospital y como responsable de dicha obra queda Susana Paz Castillo. A ella se unieron otras jóvenes Mercedes Malaver Acosta, Natividad Pérez Medina y su hermana Marcelina, que más tarde se incorporaran a la naciente Congregación.
Con la inauguración de este hospital al cual le pusieron el nombre de "San Antonio", nace definitivamente la Congregación, que con la valentía y coraje emprendían una obra para la Gloria de Dios y el Bien del pueblo venezolano.
Fue inaugurado el 13 de septiembre de 1903. Su erección es el nacimiento de Congregación de Madre Candelaria en Altagracia de Orituco. El Hospital en aquellas circunstancias no hubiera sido posible sin sus enfermeras, que se convirtieron en Hermanas de los Pobres, se reunieron en comunidad y se constituyeron en Congregación Religiosa.
El Hospital se llamó “San Antonio”, porque se iba a sustentar en parte con el “Pan de los Pobres de San Antonio”, la institución que había sido fundada por el Padre Alberto González, el anterior Párroco de Altagracia, ya Susana se servía de este grupo para el sustento de los enfermos que ella recogía en su improvisado hospital.
Ante todo, se constituyó una junta para el logro del hospital, y quedó como presidente el Padre Sixto Sosa, vicepresidente el Dr. Estanislao Landaeta, médico ya anciano, residente en Altagracia. Como el tesorero el Sr. Manuel María Machado, y el secretario el Dr. Pedro María Arévalo Cedeño, ilustre maestro de Altagracia de Orituco, fundador de la parroquia Carlos Soublette, del Mcpio. Monagas, Guárico. Todos ellos dispusieron de una casa que estaba en el cerro “Lucena”, ocupada por un cuartel de las Fuerzas Nacionales, quienes la desocuparon en agosto de 1903 y al mes siguiente, se llevó a cabo la inauguración del Hospital.
El 13 de septiembre de 1906, por autorización de Monseñor Felipe Neri Sendrea, Susana Paz-Castillo y cinco de sus compañeras, visten el Hábito Religioso, como "Hermanas de los Pobres de Altagracia de Orituco". Paz-Castillo cambia su nombre por el de “Candelaria de San José” y fue nombrada Superiora de la naciente comunidad. Después de 4 años de preparación pronunciaron los primeros Votos Religiosos, el 31 de diciembre de 1910 de manos de Mons. Felipe Neri Sendrea. La Madre Candelaria de San José, fue confirmada como Superiora General. De este modo se fue solidificando la naciente Congregación. El Padre Sixto Sosa, el nuevo Párroco de Altagracia, más tarde Obispo de Guayana y de Cumaná será fundador de la Congregación y tendrá en ella un gran protagonismo, pues junto con la Madre Candelaria, será su superior, su director y padre espiritual por el resto de su vida.

## Primeras hermanas
Desde el día de la inauguración del Hospital “San Antonio”, en Altagracia de Orituco, quedaron instaladas allí Susana Paz-Castillo y sus compañeras, Natividad Pérez Medina, Mercedes Malaver, y Clara de Pérez Medina, siendo las primeras enfermeras del hospital, quienes se ofrecieron de manera espontánea y de modo gratuito para dicho abnegado servicio, meses más tarde se les unieron dos más, Adelina Doménigo y Ramona Aragort. Todas ellas, nacidas en Altagracia de Orituco, tenían el ideal de consagrarse a Dios en la vida religiosa, y esperaban poder viajar a Caracas para ingresar al Noviciado tan pronto llegaran las "Hermanitas de los Pobres de Maiquetía" a encargarse del Hospital.
Según puede recogerse en el Libro Primero de Crónicas; la señorita Susana Paz-Castillo fue nombrada Directora del Hospital y Superiora de la pequeña comunidad. Los corredores del Hospital estaban llenos por los enfermos que acudían por ser nativos de la ciudad y hallarse sin casa, e inmediatamente ocuparon las ocho camas, con las cuales comenzó el Hospital, proveyendo de otras las señoras y señoritas cooperadoras de la Directiva. Se le indicó a cada una de las enfermeras sus particulares obligaciones por escrito, y con todos los intentos fallidos de ser formadas o ingresar con las "Hermanitas de los Pobres Maiquetía", "Hermanas de San José de Tarbes" y/o "Hermanas Siervas del Santísimo", el 13 de septiembre de 1906, toman el hábito de "Hermanas de los Pobres de Altagracia" de manos del Dr. Sixto Sosa, vicario de Altagracia de Orituco, haciendo su primera profesión religiosa el 31 de diciembre de 1910 de manos de monseñor Felipe Neri Sendrea, obispo de Calabozo en Altagracia.
En las primeras seis hermanas están:
- Susana Paz-Castillo Ramírez
- Mercedes Malaver Acosta
- Natividad Pérez Medina
- Clara Pérez de Perlaza
- Adelina Domenigo
- Ramona Aragort

El día 26 de julio del año 1926, visten por primera vez el hábito Carmelita, 17 de las hermanas profesas para ese momento, en un acto solemne en la Isla de Margarita, Porlamar en la Parroquia San Nicolás de Bari, regentada por los Padres Carmelitas, siendo cura párroco el Reverendo padre Elías Sendra, el cual asumió la dirección de la Congregación. El resto de las hermanas lo fueron haciendo posteriormente en cada comunidad.
Además de las hermanas Trinidad de San José Malaver, María de San José Pérez Medina, Anastasia de la Purificación Abreu, María Auxiliadora Hernández, Carmen María Rengifo, Visitación de la Cruz Martínez, Eufrosina del Sagrado Corazón y Susana de San José Bustamante; recibieron su hábito carmelita en este acto.
Las primeras hermanas en vestir el hábito Carmelita en el año 1926, además de la Reverenda Madre Candelaria de San José fueron:
- María Jesús Belisario
- Eduvigis Amaro Gutiérrez
- Luisa Trujillo
- Mercedes Rodríguez
- Concepción Welch
- Ramona Odremán
- Leticia Alvarado
- Concepción Millán

A partir de esta fecha, el 26 de julio de 1926, se abrió canónicamente el Noviciado en Porlamar, las primeras novicias en profesar posterior a la vestidura de hábito fueron:
- María Rojas
- Teodolinda Bravo
- Juana Luengo

## Recorrido de la congregación y las primeras fundaciones
El Pbro. Dr. Sixto Sosa, es nombrado Administrador Apostólico de Guayana, este hecho permitió que la Congregación se extendiera por el oriente del país.
La Madre Candelaria viaja a Ciudad Bolívar para pronunciar sus Votos Perpetuos de manos del para entonces, Mons. Sixto Sosa, en la Capilla de las “Siervas del Santísimo Sacramento”, el 31 de diciembre de 1913. Más tarde, el 13 de abril recibe de manos de Monseñor Sosa, las Reglas de vida “para las hermanas de Altagracia”.
Desde Ciudad Bolívar, inicia un recorrido por el oriente venezolano, y el 11 de febrero de 1917, deja a la hermana Lourdes en Upata, para colaborar con una “Sociedad de Caridad” empeñados en la construcción del hospital que se llamará más tarde, “Jesús Crucificado”.
El 26 de noviembre de 1917, parte de Altagracia un grupo de hermanas destinadas a Upata y Porlamar, allí permanece hasta el 20 de marzo de 1918, intentando dejar las cosas acomodadas antes de su partida.
De Porlamar, sale hacia Caracas, pasando la Semana Santa con las “Siervas del Santísimo Sacramento”, pues quiere organizar la casa del noviciado, bajo las orientaciones de la Madre Ángela, Superiora General de esta Congregación.
El 14 de junio de 1919, la Madre Candelaria se encuentra, nuevamente, en la Isla de Margarita, donde una Junta interesada en fundar un hospital, le pide su colaboración. El 20 de abril de 1921, le piden hermanas para el Hospital Militar de Barcelona; y el 27 de julio del mismo año, para el Hospital “Padre Alcalá” de la ciudad de Cumaná. Con este, ya eran cinco hospitales atendidos por las Hermanas de los Pobres de Altagracia de Orituco.
como Instituto Religioso con su debida aprobación canónica, se gestionó la Agregación a la Orden del Carmen.

## Fundación
En el año 1922, llegan a la Isla de Margarita los Padres Carmelitas provenientes de Puerto Rico, y éstos por petición de la Madre Candelaria, se interesan en la formación y animación de las Hermanas; hecho este que fortalece el deseo de las Hermanas de ser Carmelitas. El Padre Elías Sendra inicia las comunicaciones de solicitud con el Padre General de la Orden del Carmen y éste concede el decreto de agregación el 25 de marzo de 1925, la Madre Candelaria llega a exclamar:
"Ya marchamos bajo la santa librea del Carmelo"

## Después de la fundación
Durante los años 1922 al 1925, la Madre Candelaria lucha y ora constantemente por la legalización canónica de su Congregación. En las entrevistas de la Madre Candelaria y de Monseñor Sixto Sosa con el Nuncio Apostólico, Felipe Cortesi, no logran nada, pues la única solución que les da es anexarse con las “Hermanas de los Pobres de Maiquetía”.
El 28 de diciembre de 1924, la Madre Candelaria se siente impulsada a pedir al Padre Elías Sendra, sacerdote carmelita de la comunidad de Porlamar, que le vista el hábito carmelita y las agregue a la Orden como Hermanas Terciarias Regulares. El Padre Elías se ofrece para gestionar el asunto en Roma. La Madre Candelaria eleva su petición, también a Monseñor Sixto Sosa, para la agregación de la Congregación a la Orden del Carmen y el 25 de marzo, después de todas las gestiones al respecto, se dio el Decreto de Anexión.
A partir de 1930, preocupada por el campo educativo, la Madre Candelaria, envía hermanas a Mérida a la Escuela Normal de las Hermanas Salesianas, para que se prepararan como maestras y en 1934, funda el colegio “Nuestra Señora del Carmen”, en Cumaná. En 1935 funda en Altagracia de Orituco, la Escuela “Monseñor Álvarez” y en Calabozo, un internado de niñas pobres. De esta manera, respondía a las necesidades más urgentes de su época.
Además de la preocupación de las obras de beneficencia, la Madre Candelaria se preocupó por la formación de sus religiosas. Los primeros años de la fundación le ayuda en esta tarea, el mismo Padre Sixto Sosa, hasta que es nombrado Obispo de Guayana. En su ausencia, le queda un gran vacío, pues no tiene quien le supla en la formación de las hermanas jóvenes. Cuando se da la anexión a la Orden del Carmen, el 25 de marzo de 1925, decide trasladar el noviciado para Porlamar, el 9 de agosto de 1926, para que esté bajo la dirección del Padre Carmelita, Elías Sendra, hasta el regreso de este a España en 1931. De acuerdo con Monseñor Sixto Sosa, traslada el Noviciado a Cumaná y establece allí su residencia definitiva, para estar bajo la dirección del Fundador, Monseñor Sixto Sosa.
Después de la muerte de Susana Paz-Castillo, el 31 de enero de 1946, tres años más tarde fallece Monseñor Sixto Sosa. La congregación fundada por ellos sigue fiel a sus ejemplos, en las manos de sus diversas hermanitas que quieren hacer parte de este grupo de religiosas.